# Miraikan
Il Museo nazionale della scienza emergente e dell'innovazione (日本科学未来館?, Nippon Kagaku Mirai-kan, "Museo giapponese del futuro della scienza"), conosciuto semplicemente come Miraikan (未来館? "Museo del futuro"), è un museo scientifico istituito dalla Japan Science and Technology Agency e diretto dall'astronauta Mamoru Mōri.
È stato inaugurato nel 2001 ed è ospitato in un edificio appositamente costruito sull'isola artificiale di Odaiba a Kōtō (Tokyo). Può essere raggiunto dalla Stazione di Telecom Center della linea Yurikamome.

## I piani di esposizione
- 1° piano: dedicato alle esposizioni speciali, qui si può ammirare dal basso il Geo-Cosmos.
- 3° piano: piano espositivo dedicato al futuro con Geo-Scope, robot e laboratori vari.
- 5° piano: questo piano è dedicato all'osservazione spaziale visibile e invisibile e alla medicina.
- 6° piano: teatro a cupola per la visione di film.

## Esposizioni
Il Miraikan ospita sia mostra temporanee sia una mostra permanente interattiva intitolata Tsunagari (?) e composta da numerose aree tematiche e da tre grandi installazioni: Geo-Cosmos, Geo-Palette e Geo-Scope.
Uno dei punti di maggiore interesse consiste nella possibilità di visualizzare in tempo reale i dati provenienti da una vasta gamma di sismometri sparsi in tutto il Giappone, che mostrano i lievi movimenti tellurici a cui il paese è soggetto giornalmente: i terremoti di maggiore intensità si manifestano con movimenti più ampi. I visitatori possono cercare nel database online le recenti attività sismiche.
Altri oggetti di rilievo della collezione sono una sezione di roccia del periodo del Cretaceo-Paleogene (limite K-T) che documenta l'avvenuto impatto di un grande meteorite che si ritiene abbia determinato la definitiva scomparsa dei dinosauri, ASIMO e il robot della Honda, un modello della ISS e un treno a levitazione magnetica.

### Geo-Cosmos

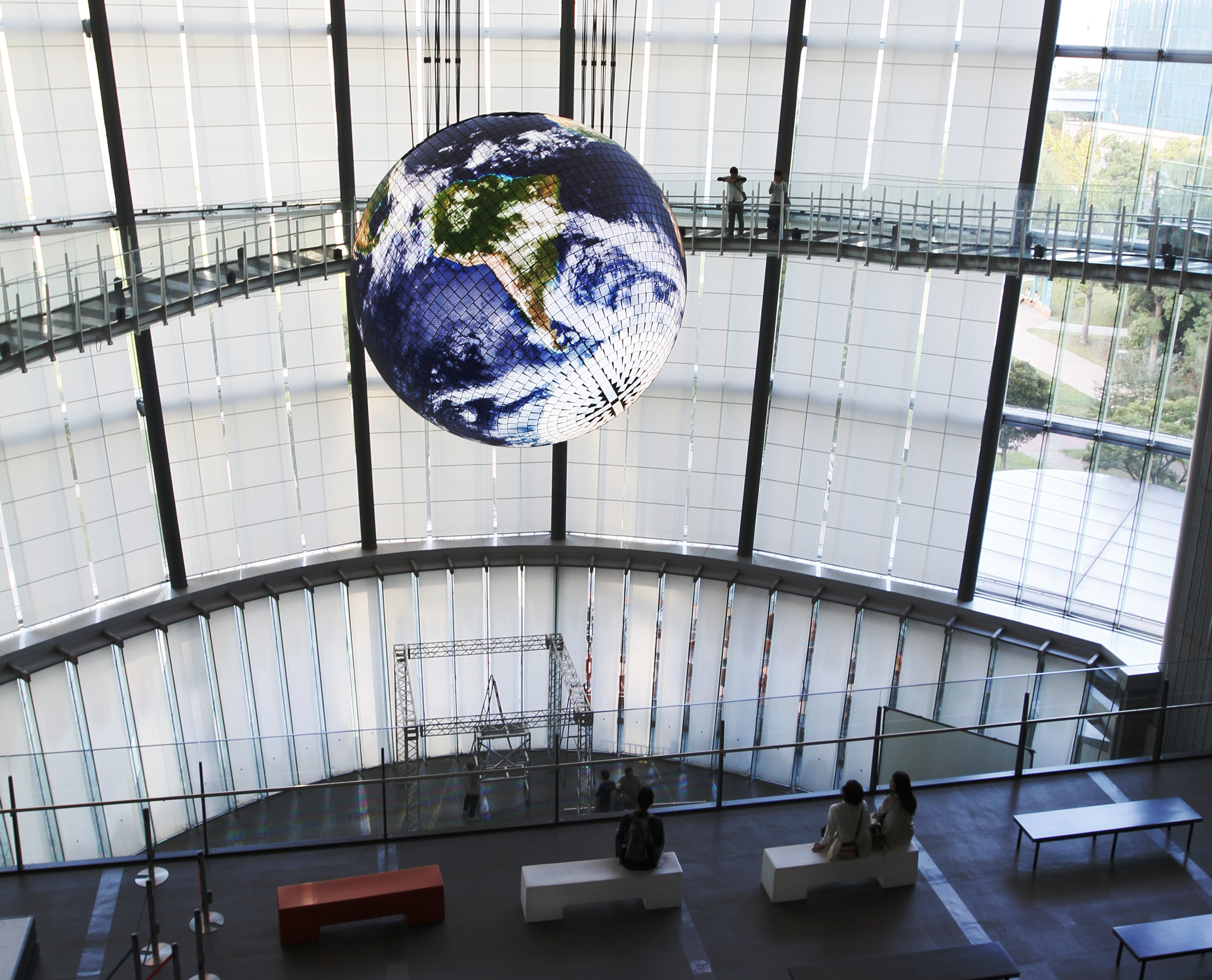
Il mappamondo Geo-Cosmos visto dal quarto piano del museo.

Il Geo-Cosmos è un grande mappamondo multimediale in grado di mostrare le condizioni meteorologiche della Terra in tempo reale e di simulare numerosi eventi atmosferici e astronomici; può essere inoltre usato come schermo per mostrare contenuti visivi e infografiche socioeconomiche. Lo schermo sferico Geo-Cosmos è costituito da 10362 pannelli OLED, ciascuno grande 96×96 mm. Primo e unico mappamondo in tempo reale nel suo genere, è stato ricostruito nel 2010 e reintrodotto nella sua forma attuale nel giugno 2011, dopo che il terremoto del Tōhoku causò la chiusura del museo per tre mesi. Il Presidente degli Stati Uniti Barack Obama visitò il Miraikan il 24 aprile 2014, rimanendo impressionato dalle funzioni dello schermo.

## Esposizioni speciali
Ogni anno vengono prodotte e presentate al pubblico da tre a sei mostre originali, dove materie come scienza e arte spesso si sovrappongono. Si occupano di una vasta gamma di argomenti da Toilet - Human Waste and Earth's Future a Making the Tokyo Sky Tree e Terminator Exhibition - Battle or Coexistence?. Nel 2012 la mostra speciale La storia della fine del mondo: 73 domande a cui dobbiamo rispondere trattava del terremoto del Tōhoku del 2011 e delle sue conseguenze.